# Sorceress (film 1995)
Sorceress è un film statunitense del 1995 diretto da Jim Wynorski. Il film ha avuto un sequel nel 1999, Sorceress II: The Temptress.

## Trama
Larry, è sposato con una strega, Erica. Quando il marito perde una promozione nel suo studio legale a favore di Howard, Erica si vendica su Howard con i suoi poteri magici e il suo charme facendolo restare su una sedia a rotelle. Anche la moglie di Howard, Amelia, è una strega e intende non lasciare impunito l'affronto.

## Produzione
Il film fu prodotto dalla Win-Tone Productions, diretto da Jim Wynorski e girato a Sliverlake, Los Angeles, in California.
Il titolo di lavorazione fu Temptress of the Dark. Amelia è interpretata da Linda Blair, Erica da Julie Strain.

## Distribuzione
Il film fu distribuito negli Stati Uniti nel 1995. È stato poi pubblicato in DVD dalla Image Entertainment nel 1999.
Alcune delle uscite internazionali sono state:
- negli Stati Uniti il 4 gennaio 1995 (Sorceress, in anteprima)
- nei Paesi Bassi il 3 maggio 1997
- in Grecia (Fonikos peirasmos)
- in Germania (Fonikos peirasmos)

## Promozione
La tagline è: "She gets what she wants. She keeps what she gets. She never lets go." ("Lei ottiene quello che vuole. Mantiene quello che ottiene. Non lascia mai stare. ").